# دورس، بعلبک
دورس (به عربی: دورس) یک منطقهٔ مسکونی در لبنان است که در بعلبک واقع شده‌است.